# Westhoff (Texas)
Der Ort Westhoff liegt im DeWitt County im mittleren Texas in den Vereinigten Staaten von Amerika am Highway 87, 14 Meilen nordwestlich von Cuero und  südlich von Gonzales (Texas).
Als 1906 die Eisenbahn von Cuero nach Stockdale (Texas) erweitert wurde, wurde entlang Strecke ein Ort erbaut, der bis 1909 den Namen Bello trug. Als eine Post dazu kam, musste der Name jedoch geändert werden, um Verwechselungen mit dem ebenfalls in Texas gelegenen Bells (Grayson County) zu vermeiden.
Der Ort wurde dann nach William Westhoff Senior benannt, dem Gründer des Nachbarortes Meyersville. Der Ort gedieh, es wurden beispielsweise 4.800 Ballen Baumwolle jährlich verarbeitet. Im Jahre 1913 wurde der Ort von einer Brandkatastrophe heimgesucht, die einen großen Teil der Stadt zerstörte. Die Bevölkerungszahl zu dieser Zeit betrug 475 Einwohner. 
Die ortsansässige Schule wurde 1928 und 1961 erweitert und bildete in den 1960ern einen der verbliebenen drei ländlichen Schuldistrikte.
Der Personenverkehr nach Westhoff wurde auf der Texas und New Orleans Eisenbahn im Jahre 1950 eingestellt. 
Von 1920 bis 1950 hatte Westhoff etwa 500 Einwohner, die aktuelle Einwohnerzahl (2000) beträgt circa 410 Personen.